# Abstention de consommer le ligament de la hanche
L’abstention de consommer le ligament de la hanche (hébreu : איסור אכילת גיד הנשה issour akhilat guid hanashè, litt. interdit de consommer le ligament sauteur) est une coutume juive qui a acquis force de loi et est devenue l'une des règles de la cacherout de la viande. 
Le « ligament sauteur », identifié au nerf sciatique, se situe sur la partie postérieure de la hanche chez la plupart des animaux, et doit être retiré par la procédure du nikkour a’horayim avant que cette partie de la chair puisse être consommée.

## Le ligament de la hanche dans les sources juives

### Dans la Bible hébraïque
L’abstention de consommer le ligament de la hanche trouve sa source dans le combat de Jacob contre son adversaire à Penïel (dans le récit du livre de la Genèse, cet adversaire est appelé « homme » mais le livre d’Osée 12:4-5 qui fait référence à cet épisode, indique : « […] dans sa virilité, […] il lutta contre un ange et fut vainqueur, et celui-ci pleura et demanda grâce »). 
« Voyant qu’il ne pouvait le vaincre, il lui pressa la cuisse, et la cuisse de Jacob se luxa tandis qu’il luttait avec lui » (Genèse 32:26). Bien que vainqueur, et renommé Israël pour son haut-fait, Jacob ressort de la lutte boîteux. « C’est pourquoi les enfants d'Israël ne mangent point aujourd’hui encore le guid hanashè, qui tient à la cavité de la cuisse; parce que Jacob fut touché à la cavité de la cuisse, sur le guid hanashè » (Genèse 32:33).

### Dans la littérature des Sages
Les rabbins enseignent que l’abstention de consommer le ligament de la hanche a valeur de prescription divine car elle a été donnée à Moïse sur le mont Sinaï, et c’est lui qui l’a insérée dans le livre de la Genèse afin d’en donner l’explication. La tossefta sur ce passage justifie la décision par l’exégèse de Genèse 32:33, indiquant que le verset porte non « fils de Jacob », qui n’aurait concerné que les douze fils et indiqué l’origine humaine de cette coutume, mais « fils (enfants) d’Israël », c’est-à-dire tous ceux qui se trouvent devant Moïse sur le mont Sinaï.
L’obligation de retirer le ligament des hanches dans son intégralité est en vigueur en tout lieu et en tout temps, que la viande soit destinée ou non à la consommation, et que celle-ci soit effectuée dans un contexte « profane » ou « sacré ». Le retrait doit être effectué dans la hanche gauche comme la hanche droite, chez les animaux qui en sont pourvus, ce qui ne s’applique pas à la volaille, et n’a pas cours si la bête est impure (donc impropre à la consommation ab initio). Bien que la Torah ne mentionne que « la cavité de la cuisse », soit la portion interne, les sages d’Israël étendent la prescription aux ligaments sur la face externe, soit la partie postérieure de la hanche. L’abstention de consommer le ligament de la hanche étant une loi biblique, tout manquement à celle-ci entraîne une peine de flagellation ; par ailleurs, une viande cuite sans retrait du ligament est interdite à la consommation si son goût est perçu.